# Pierre Deligne
Pierre Deligne (3 de octubre de 1944 - ) es un matemático belga galardonado con la medalla Fields en 1978. Es conocido por sus importantísimos trabajos sobre las conjeturas de Weil, que finalmente lograría probar en 1973. 
Nació en Bruselas, estudiando en la Universidad Libre de Bruselas (ULB). Tras conseguir doctorarse, trabajó con Alexander Grothendieck en el Institut des Hautes Études Scientifiques (IHÉS), cerca de París. Más tarde colaboraría con Jean-Pierre Serre en el campo de las L-funciones. Igualmente, trabajaría con David Mumford en una nueva descripción del espacio de moduli para las curvas, algo que más tarde sería utilizado para el desarrollo de la teoría de cuerdas.
Desde 1970, Deligne fue miembro permanente de la plantilla del IHÉS. En este momento desarrollaría sus trabajos más relevantes en busca de hallar una prueba para la conjetura de Weil. Para ello, cooperaría con George Lusztig y con Anatol Rapoport. Conseguiría probar la conjetura en 1973, y recibiría la medalla Fields en 1978. En 1984 se trasladaría al Institute for Advanced Study de Princeton. Más tarde, en 1988, recibiría el premio Crafoord, y en 2004, el Premio Balzan.
En 2013 fue galardonado con el Premio Abel

## Obra destacada
- Deligne, Pierre (1974). «La conjecture de Weil: I». Publications Mathématiques de l'IHÉS 43: 273-307.
- Deligne, Pierre (1980). «La conjecture de Weil: II». Publications Mathématiques de l'IHÉS 52: 137-252.
- Deligne, Pierre; Mostow, G. Daniel (1993). Commensurabilities among Lattices in PU(1,n). Princeton, N.J.: Princeton University Press. ISBN 0691000964.